# Scopula subornata
Scopula subornata är en fjärilsart som beskrevs av Louis Beethoven Prout 1913. Scopula subornata ingår i släktet Scopula och familjen mätare. Inga underarter finns listade.